# Compo Expert
Die Compo Expert GmbH (Eigenschreibweise: COMPO EXPERT) mit Sitz in Münster ist ein Produzent von Düngemitteln.

## Geschichte
Das Unternehmen Compo wurde 1956 in Münster unter dem Namen Holländisch-Deutsche Düngemittel-Gesellschaft Todenhagen & Sprenger KG durch E. H. Sprenger gegründet und bot unter der Markenbezeichnung Compo Sana als erster Hersteller konfektionierte Blumenerde an.
1967 übernahm die Salzdetfurth AG 50 % der Gesellschaftsanteile. Wintershall erwarb 1971 den 50-prozentigen Anteil des Firmengründers Sprenger an der „Salzdetfurth Compo-Werk GmbH & Co. KG“. Salzdetfurth konzentrierte im gleichen Jahr den eigenen Bereich der Spezialdünger bei Compo; das führte unter anderem dazu, dass Compo ab 1971 auch die Spezial- und Flüssigdünger der Chemischen Fabrik Kalk in Köln (CFK) vertrieb und somit in den Profi-Markt (heute Compo Expert) einstieg. Im Zuge der Umfirmierung der Salzdetfurth im Jahr 1972 ging der 50-prozentige Salzdetfurth-Anteil an Compo an die Kali und Salz (K+S). Damit hielten Kali und Salz und Wintershall je 50 % an Compo. Wintershall trat 1976 ihre 50 % Compo-Anteile an ihren Hauptaktionär BASF ab, die 1986 im Rahmen ihrer damaligen Diversifizierungsstrategie Compo komplett übernahm.
1999 erwarb K+S Compo von der BASF zurück, die sich nun auf ihr Kerngeschäft in der Chemie konzentrierte. K+S legte die Geschäftstätigkeit ihrer Tochter Fertiva und Teile des Compo-Profigeschäfts (heute Compo Expert) zum 1. Juli 2009 in der Gesellschaft K+S Nitrogen zusammen.
Im Herbst 2011 wurde Compo an den Private-Equity-Investor Triton verkauft. Triton trennte in der Folgezeit das Consumer-Geschäft (heute: Compo) von dem Geschäft für professionelle Anwender (heute: Compo Expert). Die Compo Expert GmbH wurde am 26. September 2012 mit dem Eintrag in das Handelsregister gegründet.
Im Mai 2015 wurde die Compo Expert GmbH durch die XIO Group, ebenfalls ein Private-Equity-Investor, übernommen. Die XIO Group verkaufte am 26. November 2018 Compo Expert an die Grupa Azoty.

## Unternehmensprofil

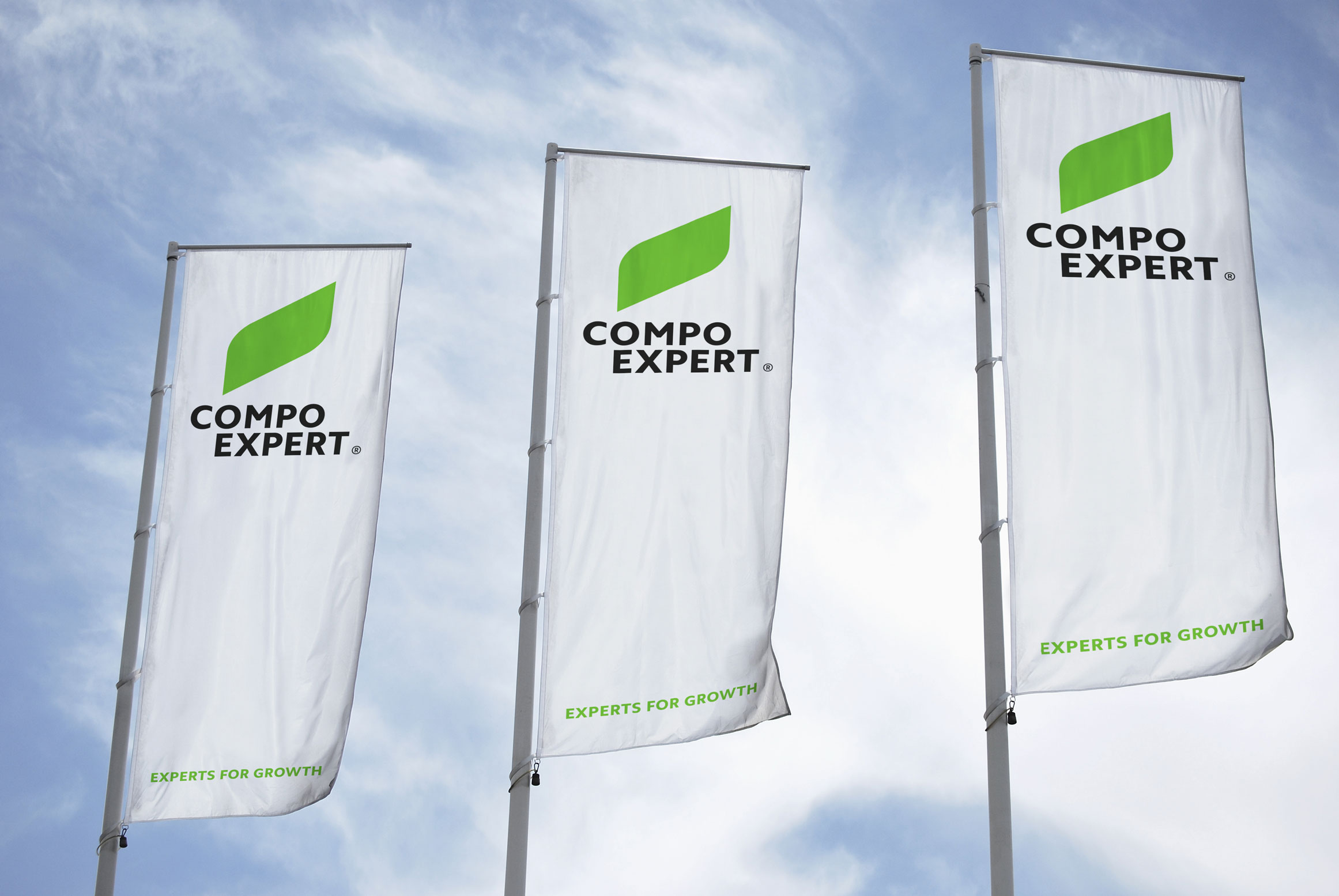

Compo Expert ist ein international tätiges Unternehmen mit 21 eigenen Vertriebsstandorten in Europa, Nord- und Südamerika sowie Asien und Südafrika. Es generiert rund 50 % des Umsatzes in Europa, 30 % in Amerika und 20 % in Asien. Amerika und Asien sind die Hauptwachstumsmärkte des Unternehmens.
Das Unternehmen produziert in den beiden eigenen Düngemittelwerken in Krefeld (Deutschland) und La Vall d’Uixó (Spanien) Spezialdüngemittel und Biostimulantien für die Bereiche Zierpflanzenbau, Baumschulen, Golf- und Sportrasenflächen, Garten- und Landschaftsbau, Öffentliches Grün, Obst- und Weinbau sowie für die Landwirtschaft und den Gemüsebau.
Zum Produktsortiment zählen Langzeitdünger, Spezial-Mineraldünger, umhüllte Düngemittel, Nährsalze, Flüssigdünger, Biostimulantien, Spurennährstoffe und Bodenverbesserungsmittel.
Weltweit beschäftigt das Unternehmen derzeit (Stand 2018) rund 700 Mitarbeiter.
Compo Expert ist eine Tochtergesellschaft der Grupa Azoty S.A., die mit fast 15.000 Mitarbeitern und einem Umsatz von über 2,3 Milliarden Euro (Stand 2018) das größte Chemieunternehmen in Polen und der zweitgrößte Hersteller von Stickstoff- und Mehrnährstoffdüngemitteln in der Europäischen Union ist.